# ザ・ウォーターボーイズ

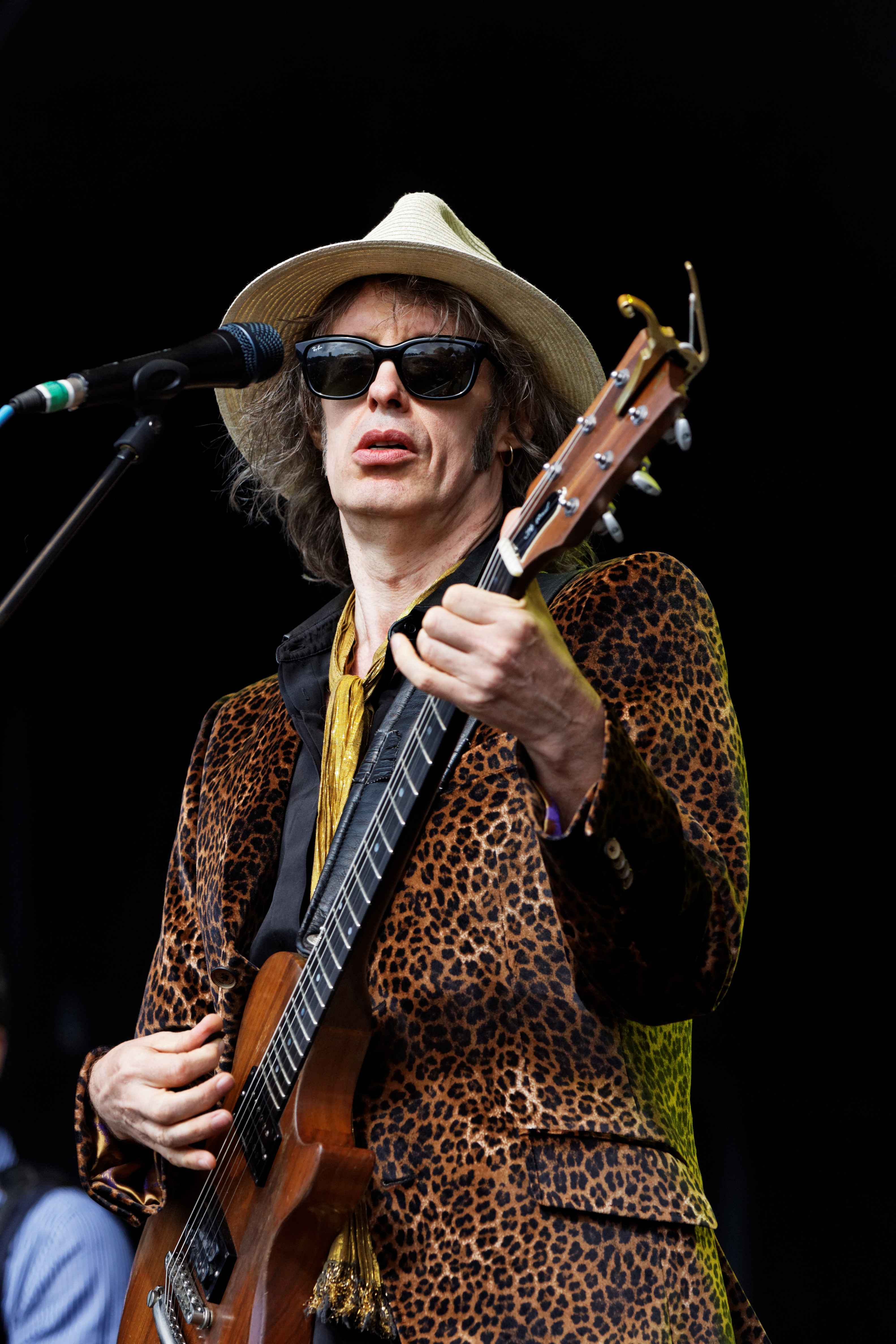
マイク・スコット

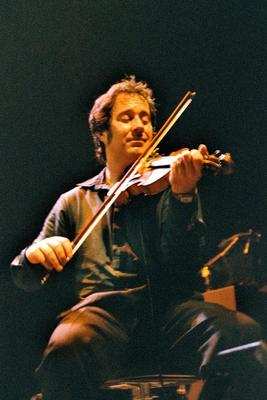
スティーヴ・ウィッカム

ザ・ウォーターボーイズ（The Waterboys）は、英国エジンバラ出身のマイク・スコットを中心としたバンドである。

## プロフィール
1983年にマイク・スコットによって結成される。バンド名はルー・リードの曲の歌詞から名付けられた。歌詞の評価が高く、現代のボブ・ディラン、スコットランドの吟遊詩人などと評されることも多い。
初期はニューヨーク・パンクの影響を受けたニュー・ウェイヴ・バンドとしてスタートし、U2フォロワー的な扱われ方もされていた。
しかしサード・アルバム『ディス・イズ・ザ・シー』で客演したアイルランド人フィドラー、スティーヴ・ウィッカム（U2の代表曲「ブラディ・サンデー」にてヴァイオリンを弾いていることで知られる）に影響を受け、アイルランドに移住してアイリッシュ・トラッド・ミュージックに傾倒する。4枚目のアルバム『フィッシャーマンズ・ブルース』ではそのアイルランド伝統音楽を取り入れ、大きく作風が変化したため賛否両論を呼んだが、セールス的には一番の成功を収めた。表題曲は、ハリウッド映画『グッド・ウィル・ハンティング/旅立ち』のサウンドトラックにも収録されている。
しかし、同傾向のアルバムを1枚出した後、マイク・スコットはニューヨークに移住し、ロックに回帰した作品を発表する（スティーヴ・ウィッカムは脱退）。その後は一旦、ザ・ウォーターボーイズでの活動は休止し、ソロ名義で2枚のアルバムを発表する（ソロ名義での初来日も果たす）。しかしセールスが振るわなかったこともあり、2000年にまたザ・ウォーターボーイズでの活動を再開し、アルバムを1枚発表する。
そして2003年、スティーヴ・ウィッカムが復帰し、アイルランド伝統音楽を取り入れた路線に再び回帰した。2011年にはアイルランドの詩人ウィリアム・バトラー・イェイツの詩に曲を付けたコンセプトアルバムを発表し、高い評価を受けた。
マムフォード・アンド・サンズに代表されるフォークロア要素を取り入れたロックの流行の影響や、また代表作『フィッシャーマンズ・ブルース』のセッションを収めた6枚組ボックスセット『Fisherman's Box』が発売されるなど、近年は再評価の機運が高まっている。2013年にはキャリア最長の全米ツアーが行われ、『フィッシャーマンズ・ブルース』再現ライブも好評を博した。
2014年、フジロックフェスティバルにてバンドとして初来日。2015年、日本単独公演。
2016年4月19日、日本の漫画家であるろくでなし子がマイク・スコットとの婚約を発表。10月21日には、マイク・スコットがツイッターにて結婚を発表した。翌10月22日、東京西麻布のイタリアン・レストランにて結婚式が行われた。ザ・ウォーターボーイズのメンバーであるスティーヴ・ウィッカムや、ろくでなし子弁護団、ホラー作家の岩井志麻子らが結婚式に出席した。式に出席した弁護士の山口貴士のツイートによると、マイクは式場にて新曲「Payo Payo Chin」(ぱよぱよち～ん)を披露したという。

## メンバー

### 現在のメンバー
- マイク・スコット (Mike Scott) - ボーカル、ギター、ピアノ (1981年–1994年、1998年– )
- スティーヴ・ウィッカム (Steve Wickham) - エレクトリック・フィドル、マンドリン (1985年–1990年、2001年– )
- ラルフ・サーミンズ (Ralph Salmins) -  – ドラム (2011年– )
- ブラザー・ポール・ブラウン ("Brother" Paul Brown) - キーボード (2013年– )
- ジェス・キャヴ (Jess Kav) - ボーカル (2017年– )
- ジーニー・サマーズ (Zeenie Summers) - ボーカル (2017年– )
- アオンガス・ラルストン (Aongus Ralston) - ベース (2017年– )

## ディスコグラフィ

### スタジオ・アルバム
- The Waterboys (1983年)
- 『異教徒の大地』 - A Pagan Place (1984年)
- 『ディス・イズ・ザ・シー』 - This Is the Sea (1985年) ※旧邦題『自由への航海』
- 『フィッシャーマンズ・ブルース』 - Fisherman's Blues (1988年)
- 『ルーム・トゥ・ローム』 - Room to Roam (1990年)
- 『ドリーム・ハーダー』 - Dream Harder (1993年)
- Bring 'Em All In (1995年) ※マイク・スコット名義
- 『スティル・バーニング』 - Still Burning (1997年) ※マイク・スコット名義
- 『ア・ロック・イン・ザ・ウェアリー・ランド』 - A Rock in the Weary Land (2000年)
- Universal Hall (2003年)
- Book of Lightning (2007年)
- An Appointment with Mr Yeats (2011年)
- 『モダン・ブルース』 - Modern Blues (2015年)
- 『アウト・オブ・オール・ディス・ブルー』 - Out of All This Blue (2017年)
- 『ホエア・ジ・アクション・イズ』 - Where the Action Is (2019年)
- Good Luck, Seeker (2020年)
- All Souls Hill (2022年)

### シングル
- "The Whole of the Moon" (1985年)
- 『ザ・リターン・オブ・パン』 - "The Return of Pan" (1993年)

## 関連項目

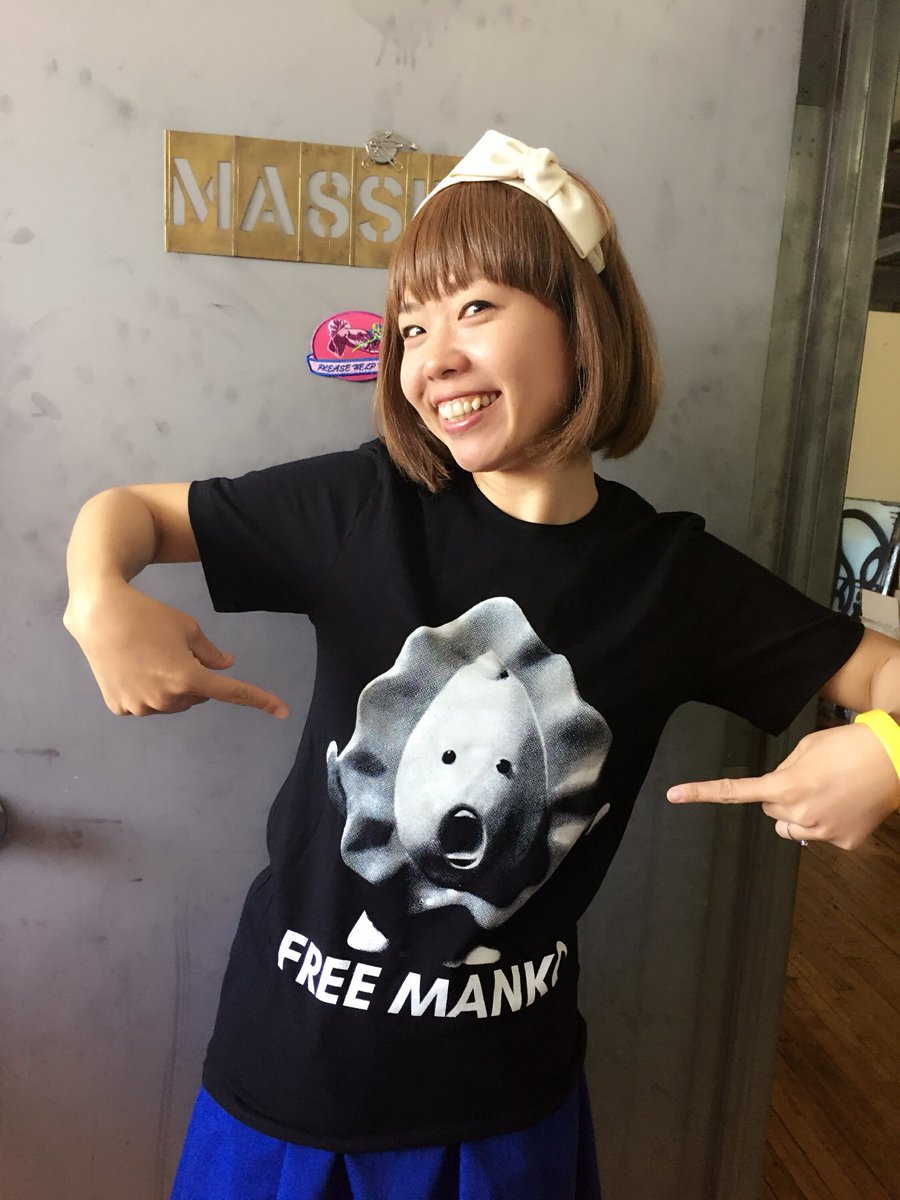
マイク・スコットの妻のろくでなし子